# Eigenbelang
Eigenbelang of eigenbaat is een voordeel waarmee het persoonlijke welzijn is gemoeid. Hierbij wordt wel onderscheid gemaakt tussen geïsoleerd en welbegrepen eigenbelang. Tegenover eigenbelang staan onbaatzuchtigheid, het belang van anderen en het algemeen belang.

## Geïsoleerd en welbegrepen eigenbelang
Geïsoleerd eigenbelang wordt ook wel eigenbelang als egoïsme genoemd. Hierbij wordt geen rekening gehouden met de belangen van anderen. Egoïstisch handelen wordt veelal gezien als moreel verwerpelijk, maar er zijn uitzonderingen. Dit geldt onder meer bij sportwedstrijden, sollicitaties, ziekte of overleven. Ook organisaties kunnen handelen uit egoïstisch eigenbelang, zoals wanneer winstmaximalisatie voorop staat zonder rekening te houden met de belangen van de werknemers of de samenleving. Geïsoleerd eigenbelang kan voortkomen uit opportunisme, inhaligheid of zelfs hebzucht.
Bij welbegrepen eigenbelang wordt een morele aanspraak gemaakt op rechtvaardigheid en gelijkheid. Hierbij wordt de eigen situatie vergeleken met de betere situatie van anderen. Op de korte termijn kan bij welbegrepen eigenbelang ook sprake zijn van een nadelige situatie, zolang er op de lange termijn maar sprake kan zijn van een voordeel.

## Positief eigenbelang
Hoewel eigenbelang niet altijd positief wordt beoordeeld, geldt het in een aantal theorieën juist als een belangrijke eigenschap. Dit geldt onder meer in het economische mensbeelden als dat van de homo oeconomicus, de rationele mens waarvan de motivatie bestaat uit de bevrediging van de eigen behoefte. Hierbij is volgens Adam Smith eigenbelang juist het zelfregulerende mechanisme van de onzichtbare hand waarmee een markt collectief welvaart weet te creëren.
Voor Machiavelli staat het rationeel eigenbelang of staatsbelang voorop en is de moraal van ondergeschikt belang.

## Sociale dilemma's
Eigenbelang kan problematisch zijn bij sociale dilemma's zoals het dilemma van de collectieve actie, waarbij bepaalde problemen niet aangepakt worden als de individuele winst niet groter is dan de individuele kosten, en de tragedie van de meent waarbij overexploitatie optreedt als niet iedereen zich onthoudt van actie. Tegen deze dilemma's kan alleen door middel van instituties iets ondernomen worden. Deze maken dat onzekerheid in interacties afneemt, zodat onder meer handel mogelijk wordt en daarmee specialisatie. Instituties kunnen volgens North ook de nadelen van een imperfecte markt ten dele compenseren. Instituties zijn echter niet altijd effectief voor de gehele samenleving, aangezien bepaalde groepen door een grote onderhandelingsmacht bepaalde instituties kunnen afdwingen die vooral het eigenbelang dienen en niet de samenleving als geheel.